# Cokedale
Cokedale är en kommun (town) i Las Animas County i Colorado. Vid 2010 års folkräkning hade Cokedale 129 invånare.